# 미첼 바첼레트
베로니카 미첼 바첼레트 헤리아(스페인어: Verónica Michelle Bachelet Jeria, 스페인어 발음: [βeˈɾonika miˈtʃel βatʃeˈlet ˈxeɾja], 1951년 9월 29일~)는 칠레의 의사 출신 정치인이다.
사회당의 당원으로서 2002년과 2003년 사이 리카르도 라고스의 보건 장관으로 일했으며 이후 라틴아메리카에서 최초의 여성 국방 장관이 되었다.
2006년 칠레의 최초 여성 대통령으로 선출되었으며 전임 리카르도 라고스의 후임으로 2006년 3월 11일 취임, 2010년 3월 11일 퇴임하였다. 2013년 대선에서 승리해 이듬해 3월 11일 재취임하였으며, 2018년 3월 11일에 대통령직에서 퇴임했다.

## 생애와 학업
공군 소장인 아버지 알베르토 바첼레트와 고고학자 어머니 앙헬라 헤리아의 딸로 산티아고에서 태어났다. 아버지의 직업 때문에 킨테로, 모레노 공항과 산베르나르도의 공군 기지에서 살았으며 1962년과 1963년사이에 미국에서 살았다.
이후 산티아고로 귀환하여 하비에라 카레라 1번 고등학교에서 고교 과정을 이수하며 여러 음악과 연급 그룹에서 활동하며 마르코 안토니오 데 라 파라 등의 호세 미겔 카레라 전국 학교의 학생들과 어울렸다.
1970년 바첼레트는 칠레 대학의 의대에 입학하여 이후 전염병 전문 외과 의사로 졸업하게 된다. 이리하여 살바도르 아옌데의 인민연합 정부 초기에 사회주의 청년에 입당했다. 1972년 아버지는 배급과 가격 훈타 (JAP)의 책임을 맡게 되었다.
1973년 9월 11일 미국의 지원을 받은 피노체트의 군사 쿠데타가 벌어지자 알베르토 바첼레트는 "국가 반역"을 구실로 공군 사관 학교에 감금되었다. 부하들에게 집중적인 고문을 당한 끝에 장군은 1974년 3월 12일 산티아고 공중 형무소에서 심장합병증으로 사망하였다. 당시 의대 3학년이던 미첼레 바첼레트는 학업을 계속하며 피노체트 군사독재정권의 좌파 탄압을 피해, 지하 전위당으로 탈바꿈한 칠레 사회당을 계속 지지하다 1975년 1월 10일 정보국(DINA)에 어머니와 함께 체포되었다.
고문과 암매장으로 악명높은 비야 그리말디(centro de detention)으로 후송되어 고문 취조를 당하며 쿠아트로 알라모스로 후송되었다. 모녀는 일 년 뒤 오스트레일리아로 망명을 떠나 동독에 자리를 잡았다. 당시 칠레의 좌파 운동가들은 피노체트 군사 독재정권의 탄압을 피해 다른 국가로 망명하는 일이 많았다. 베를린 훔볼트 대학교에서 의학 과정을 계속하며 건축가 호르헤 다발로스와 결혼하여 라이프치히에서 맏아들 세바스티안을 낳는다.
1979년 칠레 대학으로 귀환하여 학업을 재개하며 1982년 학위를 받고 딸 프란시스카를 낳는다.
피노체트 하 칠레의 기관들은 "정치적 이유"를 들어 의사로서의 활동을 불허했다. 그러나 칠레 의사 학교의 장학금을 이용하여 로베르토 델 리오 병원에서 소아과와 공공 보건 전문 과정을 밟았다. 호르헤 다발로스와 이혼하며 비정부단체인 피데에 (PIDEE, 비상사태 등에 의하여 유아기 상처에 대한 보호 단체)에서 군부 체제 피해자들의 자녀들에게 지원을 제공하며 1990년까지 일했다.

### FPMR과의 관계
다양한 정보 출처에 의하면 미첼 바첼레트는 1983년 아우구스토 피노체트 정권의 독재정치에 반대하여 설립된 공산주의 무장 게릴라 조직인 마누엘 로드리게스 애국전선 (FPMR)의 일원과 애인 관계를 유지했다.
그녀는 자신이 절대로 FPMR 의 활동 또는 어떠한 게릴라 활동에도 참여하지 않았다고 하였지만 FPMR의 일원과 관계를 가졌다는 것은 시인하였다. 이것은 우알펜 대선 토론에서 후보가 공개적으로 시인한 바 있다.

## 정치 활동

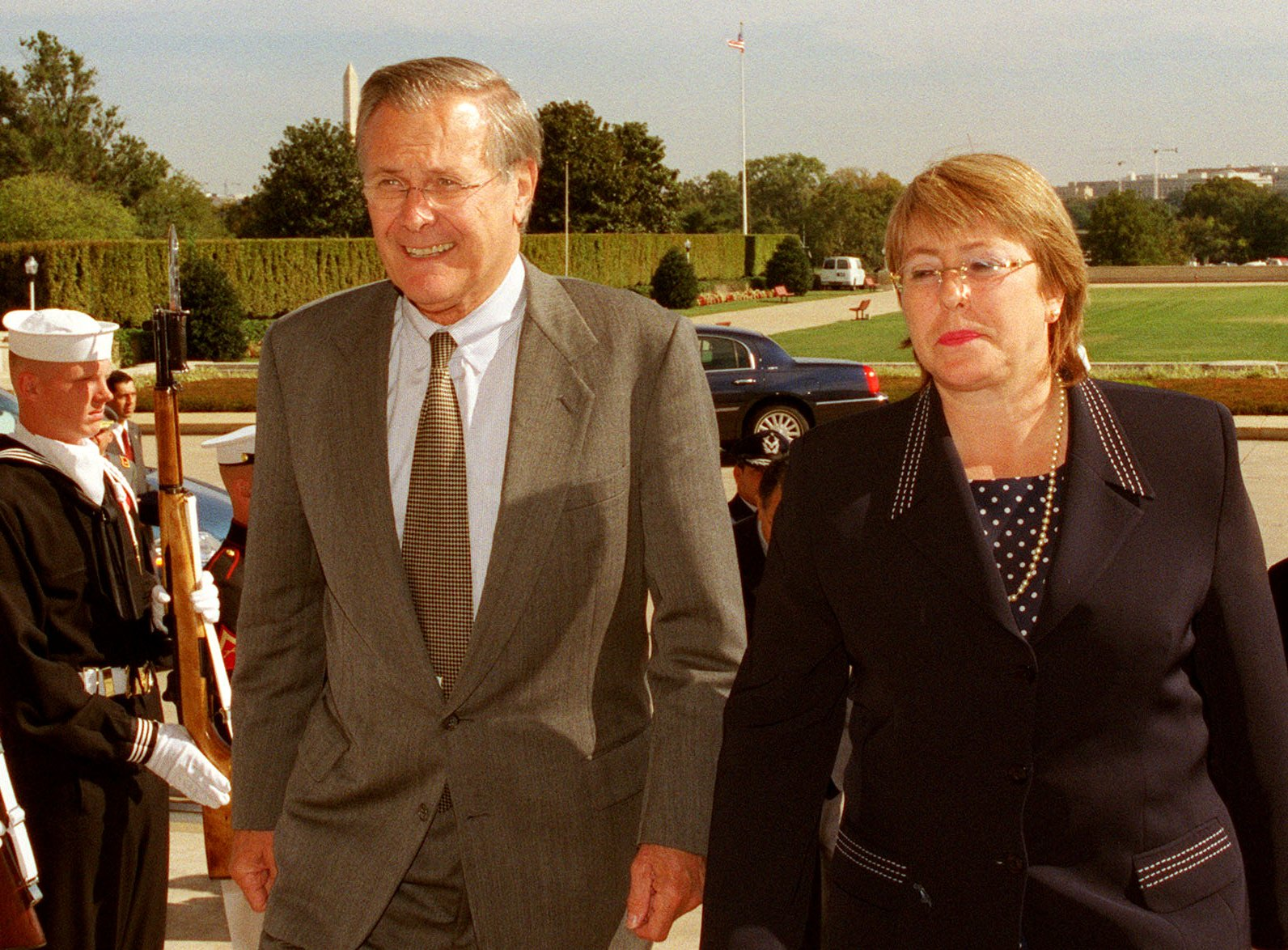
칠레 국방장관 미첼 바첼레트와 미국 국방장관 도널드 럼즈펠드(2002년 미국 방문)

1990년대 초기 칠레 수도권 서남부 보건 서비스와 이후 전국 에이즈 위원회에 의해 전염병 전문가로 채용되었다. 여기서 전염병 전문가 아니발 엔리케스를 만나 동거에 들어가 1993년 막내딸 소피아를 낳았다.
1994년과 1997년 사이 바첼레트와 알레한드로 산도발은 보건 장관의 보조 책임을 맡았다. 1996년 정치.전략 문제 연구소에서 "대륙 방어 전략" 강의를 수강하고 좋은 성적과 대통령 장학금에 힘입어 미국 워싱턴의 범아메리카 방어 전략 학교에서 공부를 시작했다.
1998년 돌아와 국방 장관을 보조한다. 2000년 3월 11일 리카르도 라고스 대통령이 바첼레트를 보건 장관으로 임명하며 보건소의 소위 "cola" (대기 명단 초만원 현상)를 삼개월만에 없애줄 것을 부탁했다. 비록, 임무에 실패했지만, 보건소 이용자들이 불편을 겪는 일은 다소 개선되었다. 바첼렛은 자신의 임무실패에 대해 책임지는 뜻으로 사표를 제출했지만, 대통령은 바첼레트에게 계속 직책을 맡겼다.
2002년 내각이 재편성되며 바첼레트는 공화국 역사상 최초의 여성 국방 장관이 되었다. 임직중 여론 조사에서 그의 대중적 지지도가 상승하며 차기 대권 주자로 떠오르게 되었다.

### 대권 후보

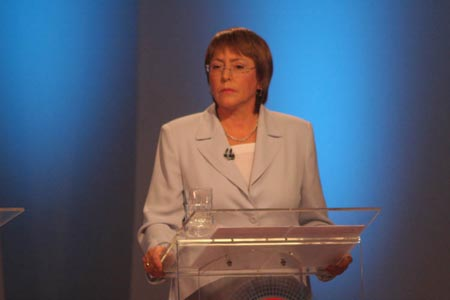
13번 채널과 에스파냐어 CNN에 방영되는 텔레비전 토론에 참여하는 바첼레트

2004년 9월 말 장관 솔레다드 알베아르의 사임과 동시에 바첼레트는 차기 대선을 겨냥하여 국방 장관직을 사임했다. 민주화를 위한 정당 협력체는 이러한 상황하에 당시 칠레 연합 (야당)의 단일 후보 호아킨 라빈에 맞설 후보 단일화를 모색하여 2005년 7월 31일 경선을 하기로 하였다. 그러나 5월 24일 알베아르 후보가 기권하자 바첼레트는 연대의 유일 대선 후보가 되었다.
2005년 12월 11일 선거에서 바첼레트는 45.95%를 얻어 25.41%를 받은 세바스티안 피녜라를 제치고 첫 후보가 되었으나 과반수를 확보하지 못하여 2006년 1월 15일 이차 선거에서 53.5%를 확보하여 칠레의 196년 독립 역사에서 첫 여성 대통령이 되었다. 동시에 라틴아메리카의 여섯 번째 여성 국가 수반이 되었다. (직선으로 당선된 것은 세 번째.)

### 대통령 재임 시절
그녀는 남미 첫 여성 국방장관 등을 거쳐 대통령에 오른 뒤 남녀 동수 내각을 구성했고, 과거사 청산도 주도했다. 중도실용주의 리더십으로 건실한 경제성장을 이끌어, 칠레는 2010년 1월 ‘경제협력개발기구(OECD)’에 가입했다. 2010년 3월 11일 퇴임했다. 퇴임 이틀 전 발표된 여론조사에서 85%의 기록적 지지율을 얻었다. 법학자 조국 서울대학교 법학과 교수에 따르면, 바첼레트 대통령은 보육시설을 만듦으로써 여성들의 복지를 위했다. 덕분에 여성들의 고용율이 높아졌다.

### 퇴임 이후
2010년 9월 15일 유엔여성(U.N. Women )기구 대표에 임명됐다. 대통령 연임 제한 규정으로 2009년 대선에 출마하지 못했지만, 국민 지지율이 매우 높기에 2013년 칠레 대선 출마 가능성이 제기되었다.
2013년 대선 1차 투표에서 승리하였으며, 이후 2차 투표에서 에벨린 마테이를 누르고 당선, 재선에 성공하였다.

## 역대 선거 결과
| 선거명           | 직책명        | 대수 | 정당        | 1차 득표율 | 1차 득표수  | 2차 득표율 | 2차 득표수  | 결과 | 당락             |
| ---------------- | ------------- | ---- | ----------- | ---------- | ----------- | ---------- | ----------- | ---- | ---------------- |
| 2005-2006년 선거 | 칠레의 대통령 | 39대 | 칠레 사회당 | 45.96%     | 3,190,691표 | 53.49%     | 3,723,019표 | 1위  | 칠레 대통령 당선 |
| 2013년 선거      | 칠레의 대통령 | 41대 | 칠레 사회당 | 46.70%     | 3,075,839표 | 62.16%     | 3,470,379표 | 1위  | 칠레 대통령 당선 |